# Beatriz del Cueto López
Beatriz del Cueto López-Hidalgo (1952, l'Havana) és una arquitecta d'origen cubà, resident en Guaynabo, Puerto Rico. Va estudiar disseny graduant-se el 1974 i arquitectura i obtingué el títol de la Universitat de Florida el 1976, havent-se especialitzat en la preservació històrica i la conservació arquitectònica. S'ha convertit en un referent pel seu gran coneixement de l'arquitectura tradicional al Carib, obtenint reconeixement dins i fora de Puerto Rico. A més de la gestió d'un estudi a la ciutat de San Juan, del Cueto va fundar el Laboratori de Conservació Arquitectònica, a la Universitat Politècnica de Puerto Rico, on imparteix cursos de teoria de la conservació i anàlisi científica dels materials de construcció. L'abril de 2011 va ser guardonada amb el Premi Roma per l'Acadèmia Americana de Roma, la qual cosa li va permetre passar un llarg període beneficiant-se d'intercanvis interdisciplinaris i de llibertat intel·lectual.